# 八ヶ岳検定
八ヶ岳検定（やつがたけけんてい）とは、NPO法人八ヶ岳南麓観光ドットコムが主催するご当地検定である。

## 試験目的
八ヶ岳山麓エリアの自然や文化・観光資源への理解を深めると同時に、観光・開発・地元産業等と自然との関係と影響への認識を持ち、八ヶ岳の自然や文化を守る意識を高める事を基本理念としている。

## 出題内容
八ヶ岳山麓エリアにおける、自然環境・気象・歴史・文化・生活・登山・観光・産業など。3級の場合、中学生以上対象のレベルである。

## 受験資格
- 原則として、中学生以上。
- 2級受験は3級合格、1級受験には2級と3級の合格が必要。

## 試験概要
- 3級 三者択一の基本問題。
- 2級 記述式で、八ヶ岳高原についての詳しい知識が必要。
- 1級 記述式で、八ヶ岳高原について他者にガイドなどをすることができるレベルの知識が必要。

## 受験料
- 3級 500円（税込）
- 2級 1,000円（税込）
- 1級 2,000円（税込）